# Ted Lo
Ted Lo (Hongkong, 1950) is een Hongkong-Chinese jazzpianist en arrangeur.

## Biografie
Lo studeerde aan het Berklee College of Music in Boston (afgestudeerd in 1976) en woonde vervolgens in Los Angeles, waar hij vanaf de jaren 1970 lid was van de bands van Raul de Souza en Airto Moreira. Vanaf 1980 werden er ook opnamen gemaakt met muzikanten als Ron Carter (Parfait), Michael Franks (Objects of Desire), Eric Gale (Island Breeze), Dave Valentin (Mind Time), Harvie Swartz (Full Moon Dancer) en Ana Caram (Amazonia). In 1985 bracht hij onder zijn eigen naam het smooth jazzalbum Reflections of Love uit. In de jaren 1990 vormde hij samen met Rufus Reid en Akira Tana het Asian American Jazz Trio (Moon over the World). Hij vergezelde ook Tania Maria. Na zijn terugkeer in Hong Kong werkte Lo o.a. met Alexia Gardnerer. Hij werkte ook als arrangeur voor artiesten als Sammi Cheng, Gin Lee, Kary Ng en Sally Yeh. Op het gebied van jazz was hij tussen 1974 en 2010 betrokken bij 22 opnamesessies, meest recentelijk met Stix Hooper (Many Hats), aldus Tom Lord.

## Discografie
- Steve Hunter / Tamaya Honda / Kristian Jorgensen / Ted Lo: Hong Kong Meeting (2001)